# 로스앤젤레스의 마천루 목록

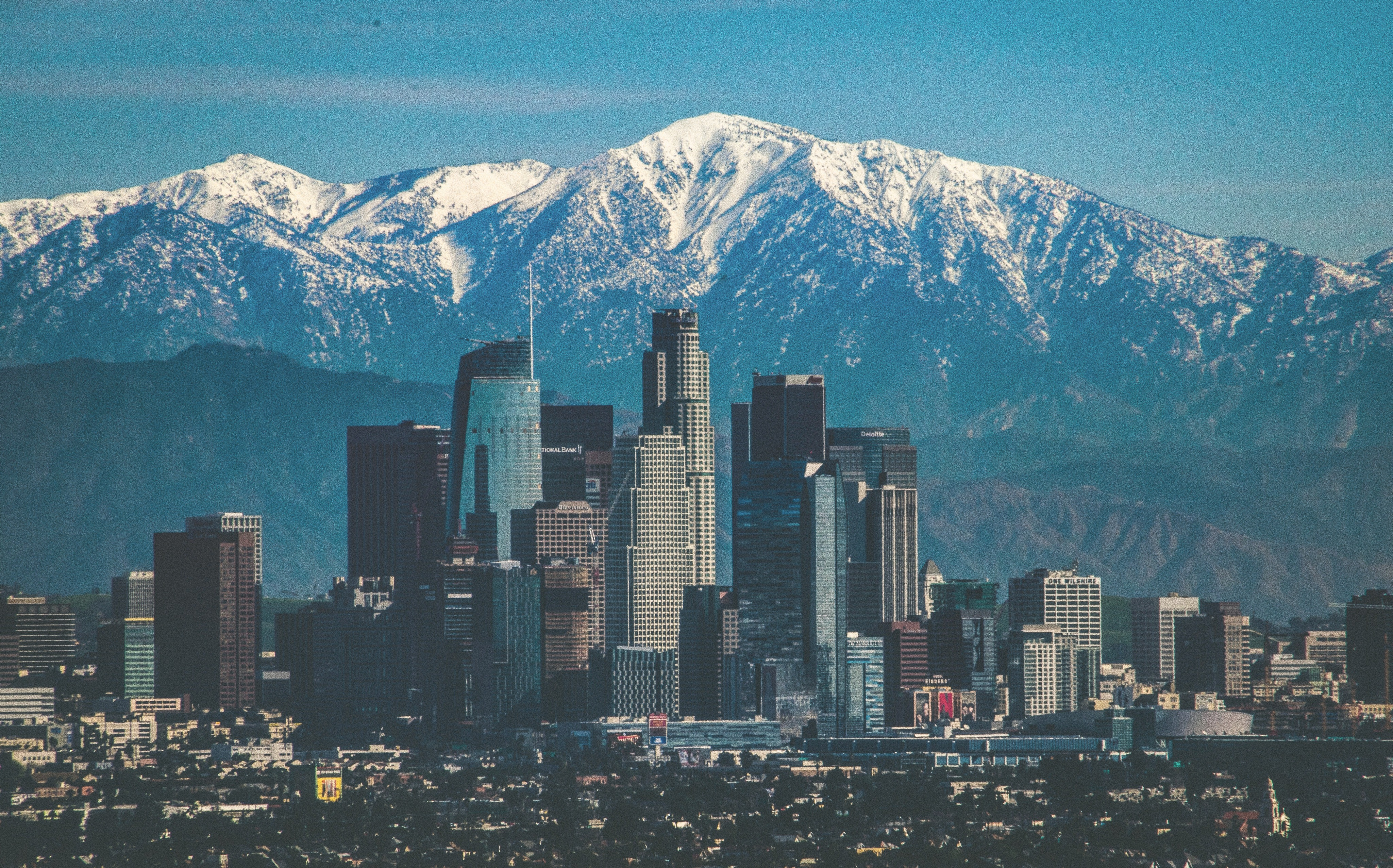
샌 가브리엘 산맥을 배경으로 하는 시내

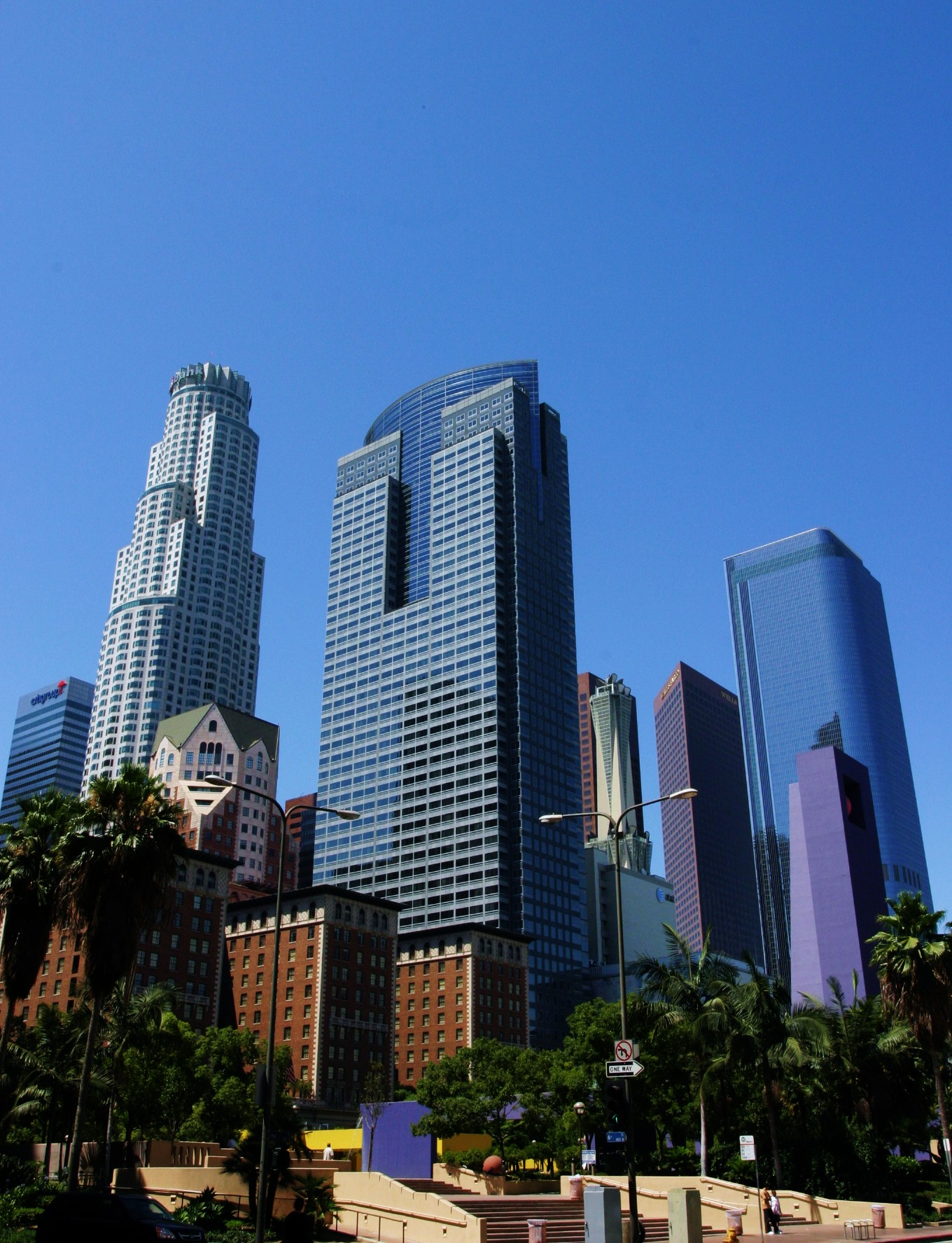
다운타운 로스앤젤레스의 벙커힐

로스앤젤레스에서 가장 높은 마천루는 위의 고층 빌딩에서 캘리포니아 로스앤젤레스에 있는 높은 마천루이다. 로스앤젤레스에서 가장 높은 마천루는 2016년에 가장 높은 마천루가 된 윌셔 그랜드 센터이다.
월셔 그랜드도에서 가장 높은 마천루로 서 캘리포니아 주이다. 서부의 가장 높은 마천루는 미시시피, 그리고 미국에서 아홉 번째로 높은 마천루이다. 캘리포니아에 있는 10개의 가장 높은 마천루 중 7개가 로스앤젤레스에 있다. 73층 U.S. 뱅크 타워에 1,018 피트 (310 m)를 상승하고 다운타운 로스앤젤레스 및 1989년에 완공되었다. 이제 로스앤젤레스의 두 번째로 높은 마천루이다.
로스앤젤레스의 고층 건물의 역사는 1903년 브랠리 빌딩이 완공되면서 시작되었다. 브랠리 빌딩은 도시에서 처음으로 고층 건물으로 간주된다. 그것은 높이 13층과 151 피트 (46 m) 상승이다. 상업적인 건축으로 원래 건설된 건물은, 그 후 거주 탑으로 개조되고 지금 "대륙 건물"으로 알려져 있다.
1924년 로스앤젤레스는 시 전역에 높이 제한을 두어 로스앤젤레스 시청(454 ft/138 m)보다 더 큰 건물의 건설을 사실상 금지했다. 당시 혼잡과 과잉 개발에 대한 지역의 우려를 해결하기 위한 것이었다. 그 높이 제한은 1957년에 시 정부에 의해 로스앤젤레스 다운타운에서 해제되었다.
로스앤젤레스(특히 다운타운)는 1960년대 초반부터 1990년대 초반까지 지속된 대규모 건물 붐을 거쳤으며 이 기간 동안 미국은행 타워, Aon 센터와 투 캘리포니아 플라자다. 현대적인 고층 건물은 샌앤드리어스 단층선 근처에서 도시의 높은 지진 속도와 위치 및 도시의 엄격한 엔지니어링 표준 준수 어려움으로 인해 로스앤젤레스에서 건설하기가 어렵고 비용이 많이 든다. 그럼에도 불구하고 수많은 성공적이고 상징적인 고층 빌딩들이 로스앤젤레스 다운타운에서 코리아타운을 거쳐 로스앤젤레스 스카이라인에 위치하고 있다. 따라 윌셔 코리도, 미라클 마일 및 도시 서부의 센추리 시티 지역이다. 다른 마천루 허브에 호텔이다. 센추리 불러바드 by LAX의 할리우드 중앙 로스앤젤레스 지역에서 워너 센터, 노스할리우드 및 유니버설시티의 샌퍼넌도밸리가 있다. 로스앤젤레스의 서쪽에는 웨스트우드 디스트릭트, 윌셔 불러바드와 같은 많은 고층 건물이 있다. 센추리의 고층 건물과 함께 종종 로스앤젤레스에서 오는 방문객이 로스앤젤레스의 시내와 혼동을 일으킨다.
2018년 1월 기준, 로스앤젤레스는 115 피트(35 미터) 이상의 고층 빌딩 561개를 보유하고 있으며, 300 피트(91.5 미터) 이상의 73개 건물; 400 피트(121.9미터) 이상의 36개 건물; 600 피트(183 미터) 이상의 15개 건물이 있다. 윌셔 그랜드와 미국 은행 타워는 1000 피트(305 미터)가 넘는 2개의 슈퍼 볼을 포함하여 높이가 600 피트(183 미터)이다. 그 지평선은 미국 서해안에서는 1위이며, 뉴욕과 시카고 이후 미국에서는 3위다.

## 가장 높은 마천루
표준 높이 측정을 기준으로 높이가 121.9 m (400 피트) 이상인 로스앤젤레스 마천루의 순위를 나열한다. 여기에는 첨탑 및 건축 세부 사항이 포함되지만 안테나 마스트는 포함되지 않는다. 순위 뒤에 오는 등호 (=)는 두 개 이상의 건물 사이에서 동일한 높이를 나타낸다. "연도"열은 건물이 완료된 연도를 나타낸다.
| 순위 | 이름                      | 사진 | 높이 ft (m) | 건축가                       | 층수 | 연도 | 주요 목적   | 비고 |
| ---- | ------------------------- | ---- | ----------- | ---------------------------- | ---- | ---- | ----------- | --- |
| 1    | 윌셔 그랜드 센터          |      | 1,100 (335) | AC 마틴 파트너스             | 73   | 2017 | 사무실/호텔 | 미국에서 아홉 번째로 높은 마천루, 미국 서해안에서 가장 높은 마천루, 캘리포니아에서 가장 높은 마천루; 2010년대 로스앤젤레스에서 가장 높은 마천루이다. 지붕 높이로 측정했을 때, 타워는 미국은행 타워 지붕보다 84 피트 짧은 934 피트의 높이다. 마천루는 2017년 6월 23일에 개장했다.                                                                                           |
| 2    | U.S. 뱅크 타워            |      | 1,018 (310) | 헨리 N. 코브                 | 73   | 1989 | 사무실      | 미국에서 열 다섯 번째로 높은 마천루, 미국 서해안에서 가장 높은 세 번째 마천루, 캘리포니아에서 세 번째로 가장 높은 마천루; 지붕에 헬리패드가 있는 세계에서 가장 높은 마천루; 1980년대 로스앤젤레스에서 가장 높은 마천루; 이전에 라이브러리 타워로 알려짐; 완공 당시, 마천루는 주요 활발한 지진 지역에서 가장 큰 구조물이였다. (타이베이 101는 지금 이 제목을 보유하고 있다) |
| 3    | Aon 센터                  |      | 858 (262)   | 찰스 루크만                  | 62   | 1973 | 사무실      | 1970년대 로스앤젤레스에서 가장 높은 마천루 |
| 4    | 투 캘리포니아 플라자      |      | 750 (229)   | 아서 에릭슨                  | 54   | 1992 | 사무실      | 1990년대 로스앤젤레스에서 가장 높은 마천루 |
| 5    | 가스 컴퍼니 타워          |      | 749 (228)   | 리처드 키팅                  | 52   | 1991 | 사무실      | 미국에서 77번째로 높은 마천루 |
| 6    | 뱅크 오브 아메리카 플라자 |      | 735 (224)   | 알버트 C. 마틴               | 55   | 1974 | 사무실      | 미국에서 92번째로 높은 마천루; 이전에는 세큐리티 퍼시픽 은행 플라자, ARCO 플라자, BP 플라자로 알려짐 |
| 7    | 777 타워                  |      | 725 (221)   | 시저 펠리                    | 52   | 1991 | 사무실      | 미국에서 98번째로 높은 마천루 |
| 8    | 웰스 파고 타워            |      | 723 (220)   | 스키드모어, 오윙스 앤드 메릴 | 54   | 1983 | 사무실      | 미국에서 103번째로 높은 마천루 |
| 9    | 피게로아 앳 윌셔          |      | 717 (218)   | 알버트 C. 마틴               | 53   | 1990 | 사무실      | 미국에서 107번째로 높은 마천루; 이전에 샌와 뱅크 빌딩으로 알려짐 |
| 10=  | 시티 내셔널 플라자        |      | 699 (213)   | 알버트 C. 마틴               | 52   | 1972 | 사무실      | 이전에 뱅크 오브 아메리카 타워 (Bank of America Tower)로 알려짐; 이 건물과 폴 헤이스팅스 타워는 로스앤젤레스에서 가장 높은 쌍둥이 빌딩으로 서있다. |
| 10=  | 폴 헤이스팅스 타워        |      | 699 (213)   | 알버트 C. 마틴               | 52   | 1972 | 사무실      | 이전에 ARCO 타워로 알려짐; 이 건물과 폴 헤이스팅스 타워는 로스앤젤레스에서 가장 높은 쌍둥이 빌딩으로 자리 잡고 있다. |
| 12   | 오션위드 플라자 타워 1    |      | 677 (206)   | 칼리슨 RTKL                  | 49   | 2019 | 주거용      | 11번가 & 피게로아 스트리트. / 스테이플스 센터 건너 편. 이전에는 "피그 센트럴" |
| 13   | 더 리츠칼튼 로스앤젤레스  |      | 667 (203)   | 겐슬러                       | 54   | 2010 | 호텔/주거용 | 윌셔 그랜드 센터까지 2010년대 로스앤젤레스에서 가장 높은 마천루 |
| 14   | 메트로폴리스 타워 D       |      | 647 (197)   | 겐슬러                       | 58   | 2019 | 주거용      | 889 프란시스코 스트리트. |
| 15   | 825 사우스 힐             |      | 637 (194)   | 온니그룹                     | 49   | 2019 | 주거용      | 825 S 힐 스트리트 로스앤젤레스, 캘리포니아 90014 캘리포니아에서 가장 높은 주거용 마천루 중 하나 |
| 16   | 시티그룹 센터             |      | 625 (191)   | 알버트 C. 마틴               | 48   | 1979 | 사무실      | 이전에는 444 플라워 빌딩으로 알려져있었다. |
| 17   | 611 플레이스              |      | 620 (189)   | 윌리엄 페레이라              | 42   | 1969 | 사무실      | 1960년대 로스앤젤레스에서 가장 높은 마천루 |
| 18   | KPMG 타워                 |      | 606 (185)   | 스키드모어, 오윙스 앤드 메릴 | 42   | 1984 | 사무실      | [ 39 ] [ 40 ] |
| 19   | 원 캘리포니아 플라자      |      | 578 (176)   | 아서 에릭슨                  | 42   | 1985 | 사무실      | [ 41 ] [ 42 ] |
| 20=  | 센츄리 플라자 타워 1      |      | 571 (174)   | 미노루 야마사키              | 44   | 1975 | 사무실      | 이 마천루와 센츄리 플라자 타워 2는 로스앤젤레스 다운타운 외곽에서 가장 높은 마천루다. |
| 20=  | 센츄리 플라자 타워 2      |      | 571 (174)   | 미노루 야마사키              | 44   | 1975 | 사무실      | 이 마천루와 센츄리 플라자 타워 1는 로스앤젤레스 다운타운 외곽에서 가장 높은 마천루다. |
| 22   | 언스트 & 영 플라자        |      | 534 (163)   | 스키드모어, 오윙스 앤드 메릴 | 41   | 1985 | 사무실      | [ 47 ] [ 48 ] |
| 23   | 선아메리카 센터           |      | 533 (163)   | 존슨 & 페인                  | 39   | 1990 | 사무실      | [ 49 ] [ 50 ] |
| 24=  | 오션위드 플라자 타워 2    |      | 530 (162)   | 칼리슨 RTKL                  | 40   | 2019 | 주거용      | 11번가 & 피게로아 스트리트. / 스테이플스 센터 건너 편. 이전에는 "피그 센트럴" |
| 24=  | 오션위드 플라자 타워 3    |      | 530 (162)   | 칼리슨 RTKL                  | 40   | 2019 | 주거용      | 11번가 & 피게로아 스트리트. / 스테이플스 센터 건너 편. 이전에는 "피그 센트럴" |
| 26   | TCW 타워                  |      | 517 (158)   | 알버트 C. 마틴               | 39   | 1990 | 사무실      | [ 51 ] [ 52 ] |
| 27   | 유니온 뱅크 플라자        |      | 516 (157)   | 알버트 C. 마틴               | 40   | 1968 | 사무실      | [ 53 ] [ 54 ] |
| 28   | 10 유니버셜 시티 플라자   |      | 506 (154)   | 스키드모어, 오윙스 앤드 메릴 | 36   | 1984 | 사무실      | 샌퍼넌도밸리에서 가장 높은 마천루 |
| 29   | 1100 윌셔                 |      | 496 (151)   | 알버트 C. 마틴               | 35   | 1987 | 주거용      | 도시에서 가장 높은 주거용 마천루 |
| 30   | 폭스 플라자               |      | 493 (150)   | 존슨 & 페인                  | 34   | 1987 | 사무실      | [ 59 ] [ 60 ] |
| 31   | 컨스텔레이션 플레이스     |      | 491 (150)   | 존슨 & 페인                  | 35   | 2003 | 사무실      | 로스앤젤레스에서 21세기에 완공된 첫 번째 마천루 |
| 32   | 텐 사우전드               |      | 483 (147)   | 헨델 아키텍처                | 40   | 2016 | 주거용      | [ 63 ] [ 64 ] |
| 33   | 더 센츄리                 |      | 478 (146)   | 로버트 A. M. 스턴            | 42   | 2010 | 주거용      | [ 65 ] |
| 34   | ARCO 타워                 |      | 463 (141)   | 진 웡                        | 33   | 1989 | 사무실      | [ 66 ] [ 67 ] |
| 35=  | 에퀴터블 라이프 빌딩      |      | 454 (138)   | 웰툰 베켓                    | 34   | 1969 | 사무실      | [ 68 ] [ 69 ] |
| 35=  | 로스앤젤레스 시청사       |      | 454 (138)   | 오스틴, 파킨슨 & 마틴        | 32   | 1928 | 사무실      | 1920년대 로스앤젤레스에서 가장 높은 마천루; 세계에서 가장 높은 격리 구조 |
| 37   | AT&T 센터                 |      | 452 (138)   | 윌리엄 페레이라              | 32   | 1965 | 사무실      | [ 73 ] [ 74 ] |
| 38   | 메트로폴리스 타워 C       |      | 451 (140)   | 겐슬러                       | 40   | 2018 | 주거용      | [ 75 ] [ 76 ] |
| 39   | AT&T 스위칭 센터          |      | 448 (137)   | 더 파킨슨                    | 17   | 1961 | 사무실      | [ 77 ] [ 78 ] |
| 40   | 메트로폴리스 타워 B       |      | 442 (135)   | 겐슬러                       | 38   | 2017 | 주거용      | [ 79 ] |
| 41   | 5900 윌셔                 |      | 433 (132)   | 진 웡 / 윌리엄 페레이라      | 31   | 1971 | 사무실      | [ 80 ] [ 81 ] |
| 42   | 워너 센터 플라자 2        |      | 417 (126)   | 웨어 & 말콤                  | 25   | 1991 | 사무실      | [ 82 ] [ 83 ] |
| 43   | MCI 센터                  |      | 414 (126)   | 찰스 루크만                  | 33   | 1973 | 사무실      | [ 84 ] [ 85 ] |
| 44=  | 서카 콤플렉스 1           |      | 400 (122)   | 할리 엘리스 데브루           | 35   | 2018 | 주거용      | [ 86 ] |
| 44=  | 서카 콤플렉스 2           |      | 400 (122)   | 할리 엘리스 데브루           | 35   | 2018 | 주거용      | [ 86 ] |

## 공사중인 마천루
여기에는 로스앤젤레스에서 공사중인 마천루 목록이 있으며 적어도 91.5 미터 (300 피트) 이상 상승할 계획이다.
| 이름                      | 높이 ft (m) | 층수 | 연도 | 비고 |
| ------------------------- | ----------- | ---- | ---- | --- |
| 센츄리 플라자 노스 타워   | 600 / 183   | 46   | 2019 | 2025 애비뉴 오브 더 스타스 애비뉴. \ 레지던셜 \ 페이 콥이 디자인한 트윈 타워. 프로젝트는 개조된 센츄리 플라자에 콘도를 추가한 것이다. |
| 센츄리 플라자 사우스 타워 | 600 / 183   | 46   | 2019 | 2025 애비뉴 오브 더 스타스 애비뉴. \ 레지던셜 \                                                                                       |
| 호프+플라워 타워 1        | 529 / 161   | 40   | 2019 | 1212 플라워 스트리트. \ 공사중. |
| 호프+플라워 타워 2        | 421 / 128   | 31   | 2019 | 1212 플라워 스트리트. \ 레지던셜. |
| 랜드마크 타워 투          | 349 / 106   | 34   | 2021 | 11750 윌셔 불러바드. \ 쏘텔 지구에 있는 레지던셜.                                                                                     |

## 승인 및 제안된 마천루
이 목록은 도시 전체에 91.5m (300 피트) 이상에서 승인되거나 제안된 마천루를 대상으로 한다. 현재 제안된 가장 높은 마천루는 1,108 피트 (338 미터)의 LA 그랜드 호텔, 311 미터의 1,020 피트의 앤젤스 랜딩, 297 미터의 피게로아 센터다.
| 마천루 이름 또는 주소                         | 높이 ft (m) | 층수 | 제안 완료 연도 (추정) | 비고 |
| --------------------------------------------- | ----------- | ---- | --------------------- | --- |
| 333 사우스 피게로아                           | 1,108 / 338 | 77   | TBD                   | 333 사우스. 피게로아 스트리트. \ 제안됨 슈퍼톨 심천 신세계 그룹 호텔 / 그라운드 소매 / 미시시피 강 서쪽으로 가장 높은 타워다. |
| 앤젤스 랜딩 타워 1                            | 1,020 / 311 | 80   | 2024                  | 4th 앤 힐 스트리트. \ 제안됨 레지던셜과 오피스 타워 / 소매 / 피블스(Peebles), 맥팔레네스(MacFarlane)가 디자인했다. 소포는 퍼싱 스퀘어 퍼플 라인(Perhing Square Purple Line) 지하철역과 천사 앤젤스 놀 파크 위에 있다. |
| 피게로아 센터                                 | 975 / 297   | 66   | 2023                  | 913 S. 피게로아 스트리트 \ 제안됨 레지던셜 / 호텔 / 소매 / 로스앤젤레스에서 세 번째로 높은 마천루가 될 것이다. |
| 올림피아 타워 1                               | 853 / 260   | 65   | 2023                  | 1025 W. 올림픽 불러바드 \ 제안됨 LA 라이브 리갈 시네마 북쪽의 성 롱 그룹 3대 타워 \ 소매, 호텔과 레지던셜 700 유닛 아파트다. |
| 1045 사우스 올리브 스트리트                   | 810 / 247   | 70   | TBD                   | 1045 S. 올리브 \ 제안됨 레지던셜 아파트먼트 / 소매 / 크레스센트 하이츠가 개발했다. |
| 피프스 & 힐                                   | 789 / 241   | 53   | TBD                   | 퍼싱 스퀘어 옆으로 올것 |
| 올림픽 앤 힐 타워                             | 760 / 232   | 60   | 2022                  | 1000 S. 힐 스트리트. \ 제안됨 타워 by ONNI 그룹 \ 소매, 호텔과 레지던셜. |
| 올림픽 타워                                   | 742 / 227   | 58   | TBD                   | 949 S. 피게로아 스트리트. \ 제안됨 타워 \ 소매, 호텔과 레지던셜 피그와 올림픽의 구석에 있는 세차기를 대체한다. |
| 6AM 노스 타워                                 | 732 / 223   | 58   | 2025                  | 6th 스트리트와 잉글라테라 \ 제안됨 \ 아트 디스트릭트에 제안된 레저던셜 및 호텔. 헤어초크 & 드 뫼롱가 디자인했다. |
| 시티 라이트 타워                              | 723 / 220   | 53   | 2025                  | 1300 S. 피게로아 스트리트 \ 제안됨 \ 호텔 \ 트리칼이 2004년에 완공한 아파트를 대체한다. |
| 6AM 사우스 타워                               | 710 / 216   | 58   | 2025                  | 6th 스탠드 잉글라테라 \ 제안됨 \ 아트 디스트릭트에 제안된 레저던셜 및 호텔. 헤어초크 & 드 뫼롱가 디자인했다. |
| 브룩필드 타워                                 | 695 / 210   | 64   | 2024                  | 755 S. 피게로아 스트리트 \ 제안됨 \ 레저던셜 / Figat7th 쇼핑 센터 및 777 타워 위다. |
| 타임스 미러 스퀘어 레지던셜 타워 1            | 655 / 200   | 53   | 2023                  | 202 W. 1st 스트리트. \ 제안됨 \ 레지던셜. 타임스가 엘 세군도(El Segundo) 지역으로 떠난 후 LA 타임스 건물을 복구하고 추가해야 한다. |
| 1600 피게로아                                 | TBD         | 52   | TBD                   | 1600 S. 피게로아 스트리트. \ 제안됨 \ 소매과 호텔. 젠슬러에 의해 디자인되었다. DTLA 도요타 대리점 교체했다. |
| 1111 선셋 레지던셜 타워 1                     | TBD         | 49   | 2023                  | 1111 N. 선셋 불러바드 \ 제안됨 레지던셜 / 전 메트로폴리탄 물지구 단지 / 778 레지던셜 단위. SOM과 제임스 코너가 설계했다. |
| 올림피아 타워 2                               | 653 / 199   | 53   | 2023                  | 1001 W. 올림픽 불러바드 \ 제안됨 성 롱 그룹 3대 타워 \ 소매, 호텔과 레지던셜 LA의 북쪽 라이브 리갈 시네마. |
| 올림피아 타워 3                               | 550 / 168   | 43   | 2023                  | 1001 W. 올림픽 불러바드 \ 제안됨 성 롱 그룹 3대 타워 \ 소매, 호텔과 레지던셜 LA의 북쪽 라이브 리갈 시네마. |
| 룩스 리디벨롭먼트 타워 2                      | 540 / 165   | 38   | 2023                  | 1020 S. 피게로아 스트리트 \ 제안됨 by 선전 하젠 \ 레지던셜 \ 룩스 호텔을 대신하여 L.A. 라이브 건너편이다. 2단계. |
| JW 메리어트 익스팬션                          | 529 / 161   | 40   | 2022                  | 기존 호텔 확장. AEG가 LA 컨벤션 센터 확장을 위해 계획을 제출하면 최종 확정될 계획이다. |
| 피그+피코 타워 1                              | 529 / 161   | 42   | 2022                  | 1258 S. 피게로아 스트리트. \ 제안됨 \ 호텔 / 소매. 컨벤션 센터의 사우스 홀(피게로아 스트리트) 건너편. 서카 (SW 코너)와 같은 블록이다. |
| 1950 애비뉴 오브 더 스타스 타워 1             | 523 / 160   | 44   | TBD                   | 1950 애비뉴 오브 더 스타즈 \ 센츄리 시티 디스트릭트의 레지던셜. 위의 건설 퍼플 라인 익스텐션 센츄리 시티 역이다. 존슨 페인이 디자인했다. |
| 그랜드 애비뉴 프로젝트 타워 1                 | 522 / 159   | 39   | 2022                  | 100 S. 그랜드 애비뉴. \ 레지던셜. |
| 웨스트필드 프로머네이드 2035 SE 호텔 타우     | 502 / 153   | 28   | 2033                  | 6100 토팽가 캐년 불러바드. \ 제안됨 \ 레지던셜과 호텔. |
| 8th & 피그 레지던셜 타워                      | 501/ 153    | 43   | 2024                  | 피게로아 앤 8th 스트리트. \ 제안됨 \ 주거 및 1층 소매 / 존슨 페인이 디자인했다. |
| 스프링 스트리트 타워                          | 500 / 152   | 45   | TBD                   | 525 S. 스프링 스트리트. \ 레지던셜 \ 소매. |
| 타임스 미러 스퀘어 레지던셜 타워 2            | 488 / 148   | 37   | 2023                  | 202 W. 1st 스트리트. \ 제안됨 \ 레지던셜 \ 소매. 그들이 Aon 타워로 비운 후에 LA 타임스 빌딩에 재활 및 추가다. A.C. 마틴이 디자인했다. |
| 레이크 온 윌셔                                | 459 / 140   | 41   | TBD                   | 1930 W. 윌셔 불러바드. \ 제안됨 레지던셜 아파트 시장 비율 / 70,000 스퀘어 피트 문화 센터 / 아케온 그룹이 디자인했다. |
| 시티 마켓 타워                                | 454 / 138   | 38   | 2022                  | 900-1118 S. 줄리안 스트리트. (12th와 9th 스트리트 중에서) \ 네 도시 구획 \ 1,719,658 발달 된 총 바닥 면적의 평방 피트. 그만큼 프로젝트에는 주거용 주택 945채, 호텔 210채, 상업용 사무실 294,641 스퀘어 피트, 레스토랑, 바, 이벤트 등 224,862 평방 피트의 소매 용도가 포함된다. 공간, 도매 사용, 영화관 744석), 312,112 평방 피트 규모의 기업 / 교육 캠퍼스가 있다. / 핸슨LA이 디자인했다. |
| 시빅 센터 빌딩 A                              | 451 / 138   | 27   | 2020                  | 150 N. 로스앤젤레스 스트리트. \ LA 시청사 콤플렉스 \ 제안됨 \ 오피스. 파커 센터 교체. |
| 윌셔 게이트                                   | 450 / 137   | 33   | 2019                  | 631 S. 버몬트 애비뉴. \ 코리아타운 디스트릭트 \ 승인됨 \ 사무 공간 \ 콘도미니엄. 층 소매. |
| 더 리프 아카 브로드웨이 스퀘어                | 420 / 130   | 19   | TBD                   | S. 브로드 웨이와 워싱턴의 코너 불러바드. \ 제안됨 \ 사무 공간 \ 콘도미니엄 \ 호텔. LA 무역기술대학의 PHR LA마트 소유. |
| 340 힐                                        | 410 / 126   | 33   | 2020                  | 340 S. 힐 스트리트 \ 레지던셜. 레드 라인 지하철 퍼싱 스퀘어 역 북부 지하 입구 위다.ULA |
| 크로스로드 할리우드 타워 1                    | 407 / 124   | 26   | 2024                  | 하이랜드 애비뉴와 셀마 애비뉴 \ 레드 라인 지하철 "퍼싱 스퀘어 스테이션" 북부 지하 입구 위. 950개의 주거 시설, 308개의 열쇠 호텔, 94,000 평방 피트의 사무실 공간 및 185,000 평방 피트의 상점 및 레스토랑을 포함하여 140만 평방 피트의 프로그램된 공간 / 크로스로드 오브 더 월드의 쇼핑 스퀘어. 4개의 정사각형 블록 재개발.                                                                 |
| 게일리 앳 윌셔                                | 427 / 131   | 29   | TBD                   | 10955 윌셔 블러버드 \ 제안됨 \ 레지던셜 \ 웨스트우드 지구의 UCLA 건너편; 작은 삼각형 로트에서. 건축가 로버트 A.M. 스턴 RAMSA는 철철로 설계된 탑을 설계했다. |
| 룩스 리디벨롭먼트 타워 1                      | 430 / 131   | 32   | 2020                  | 1020 S. 피게로아 스트리트. \ 제안됨 by 선전 하젠 \ 레지던셜 \ 룩스 호텔을 대신하여 L.A. 라이브 건너편이다. 1단계. |
| 할리우드 센터 타워 1                          | 422 / 129   | 46   | 2024                  | 1720-1770 노스 비네 스트리트 \ 제안됨 레지던셜 / 캐피틀 레코드 빌딩의 주변. 밀레니엄 타워(Millennium Towers)라는 이전 프로젝트인 할리우드 센터(Hollywood Centre)로 명칭 변경. 제임스 코너(James Corner)가 설계한 1 에이커의 공공 광장과 보행자 전용 도로. 저소득층 고령자를위한 133개의 유닛이 있는 1005 개의 주택 유닛.                                                                  |
| 빅셀 레지던스                                 | 409 / 125   | 36   | TBD                   | 빅셀과 인그라함 스트리트. \ 제안됨 레지던셜과 힐튼 호텔 / DTLA에 인접한 시티 웨스트 이웃. 험프리스 & 파트너 아키텍츠가 디자인했다. |
| 1111 선셋 레지던셜 타워 2                     | TBD         | 31   | 2023                  | 1111 N. 선셋 불러바드 \ 제안됨 레지던셜 / 전 메트로폴리탄 물지구 단지 / 쿠마 켄코가 디자인 한 부티크 호텔. |
| 할리우드 센터 타워 2                          | 400 / 122   | 35   | 2024                  | 1745-1753 노스 비네 스트리트 \ 제안됨 레지던셜 / 캐피틀 레코드 빌딩의 주변. 밀레니엄 타워(Millennium Towers)라는 이전 프로젝트인 할리우드 센터(Hollywood Centre)로 명칭 변경. |
| 코리아타운 갤러리아 빌딩 타워                 | 395 / 119   | 35   | 2020                  | 3240 윌셔 불러바드. \ 제안됨 \ 재개발 및 아파트. |
| SB 오메가                                     | 390 / 118   | 38   | 2020                  | 6th & 메인 스트리트. \ 제안됨 \ 재개발 및 아파트. 다비드 타카치는 히스토릭 코어 탑을 디자인했다. 개발자는 베리 세이다. |
| 시빅 센터 빌딩 C                              | 390 / 118   | TBD  | 2024                  | LA 시청사 콤플렉스\ 제안됨 \ 정부 사무실 및 소매. |
| 크로스로드 할리우드 타워 2                    | 387 / 118   | 21   | 2024                  | 하이랜드 애비뉴 앤 셀마 애비뉴 \ 950개의 주거 시설, 308개의 키 호텔, 94,000 평방 피트의 사무실 공간 및 185,000 평방 피트의 상점 및 레스토랑을 포함하여 140만 평방 피트의 프로그램된 공간 / 크로스로드 오브 더 월드의 재개발. |
| 시드 & 페어팩스 프로젝트                      | TBD         | 26   | 2023                  | 6330 W. 3rd 스트리트. \ 제안됨 \ MVE + 파트너가 설계한 파머스 마켓 사우스 레지던셜 타워. 케이마트 쇼핑 센터 "타운 앤 컨츄리" 교체. 제안자는 아르바 그룹이다. |
| 1233 그랜드                                   | 384 / 117   | 30   | 2019                  | 1233 S. 그랜드 \ 제안됨 \ 레지던셜. |
| 1201 그랜드                                   | TBD         | 40   | TBD                   | 1201 S. 그랜드 \ 제안됨 \ 레지던셜. 312 주거용 단일 주택. 제안자는 "시티 컨츄리" |
| 그랜드 애비뉴 프로젝트 타워 2                 | 379 / 116   | 20   | 2022                  | 100 S. 그랜드 애비뉴. \ 제안됨 \ 소매 및 에퀴낙스 휘트니스 호텔. 프랭크 게리가 디자인함 |
| 670 머스키트                                  | 374 / 115   | 35   | 2022                  | 670 머스키트 스트리트 \ 제안됨 \ V.E. 이쿼티스에 의해 개발된 아트 디스트릭트의 콘도 주식 및 갤러 가족 \ 비야르케 잉엘스에 의해 설계됨 \ 현재 건설중인 새로운 식스티 스트리트 비아덕트 공원에 통합되도록 설계되었다. |
| 520 마테오 스트리트.                          | 370 / 113   | 35   | 2024                  | 520 마테오 스트리트 \ 제안됨 \ 카르멜 파트너가 제공하는 아트 디스트릭트 콘도미니엄은 워크 프로그레스 아키텍처에 의해 설계되었다. |
| 패션 디스트릭트 레지던스                      | 370 / 113   | 33   | 2023                  | 7th 앤 메이플 스트리트. \ 승인됨 \ 레지던셜. H험프리스 & 파트너 아키텍츠가 디자인했다. 렐름 그룹과 우르반 오퍼링스에 의해 지어졌다. 샌티 코트 엘리 근처. |
| 크로스로드 할리우드 타워 3                    | 366 / 111   | 20   | 2024                  | 하이랜드 애비뉴 앤 셀마 애비뉴 \ 950개의 주거 시설, 308개의 키 호텔, 94,000 평방 피트의 사무실 공간 및 185,000 평방 피트의 상점 및 레스토랑을 포함하여 140만 평방 피트의 프로그램 된 공간 / 세계의 교차로 재개발이다. |
| 버뱅크/데 소토 디벨롭먼트 페이스 2            | 350 / 107   | 24   | 2024                  | 20950 워너 센터 레인 \ 제안됨 \ 레지던셜 \ 오피스 파크 \ 샌퍼넌도밸리(San Fernando Valley)의 워너 센터(Warner Center) 지구다. |
| 팔라디움 레지던스 타워 1                      | 350 / 107   | 28   | 2019                  | 6215 선셋 불러바드. \ 승인됨 \ 레지던셜 \ 할리우드 지역이다. |
| 팔라디움 레지던스 타워 2                      | 350 / 107   | 28   | 2019                  | 6215 선셋 불러바드. \ 승인됨 \ 레지던셜. |
| 리판 타워                                     | 350 / 107   | 29   | 2021                  | 1247 W. 7th 스트리트. \ 제안됨 \ 저소득 거주자 \ MVE + 파트너에 의해 디자인됨 |
| 920 힐 스트리트 타워                          | 346 / 108   | 32   | 2019                  | 920 S. 힐 스트리트 \ 제안됨 \ 239 아파트 \ 그라운드 소매 / 베리 세이에 의해 디자인됨 |
| 스프링 스트리트 호텔                          | 338 / 103   | 28   | 2019                  | 633 S. 스프링 스트리트 \ 제안됨 \ 호텔 AKA "리자드" |
| 웨스트필드 프로머네이드 2035 SE 레지던셜 타워 | 336 / 102   | 28   | 2033                  | 6100 토팽가 캐년 불러바드. \ 제안됨 \ 레지던셜 \ 워너 센터 지구의 밸리. |
| 피그+피코 타워 2                              | 326 / 99    | 25   | 2022                  | 1258 S. 피게로아 스트리트. \ 제안됨 \ 호텔 / 소매. 컨벤션 센터의 사우스 홀(피게로아 스트리트) 건너편. 서카 (SW 코너)와 같은 블록이다. 겐슬러에 의해 디자인됨. |
| 6400 선셋 불러바드                            | 318 / 97    | 28   | 2021                  | 6400 선셋 불러바드. \ 제안됨 \ 콘도미니엄 \ 그라운드 소매 유명한 아메바 뮤직 스토어를 대체한다. 존슨 페인이 디자인했다. GPI 컴퍼니스에 의해 개발되었다. |
| 선셋 가워 스튜디오 타워                       | 300 / 95    | 18   | 2028                  | 6050 W. 선셋 불러바드 \ 제안됨 \ Office \ 선셋 가워 스튜디오 단지에 추가. |

## 가장 높은 건물의 타임라인

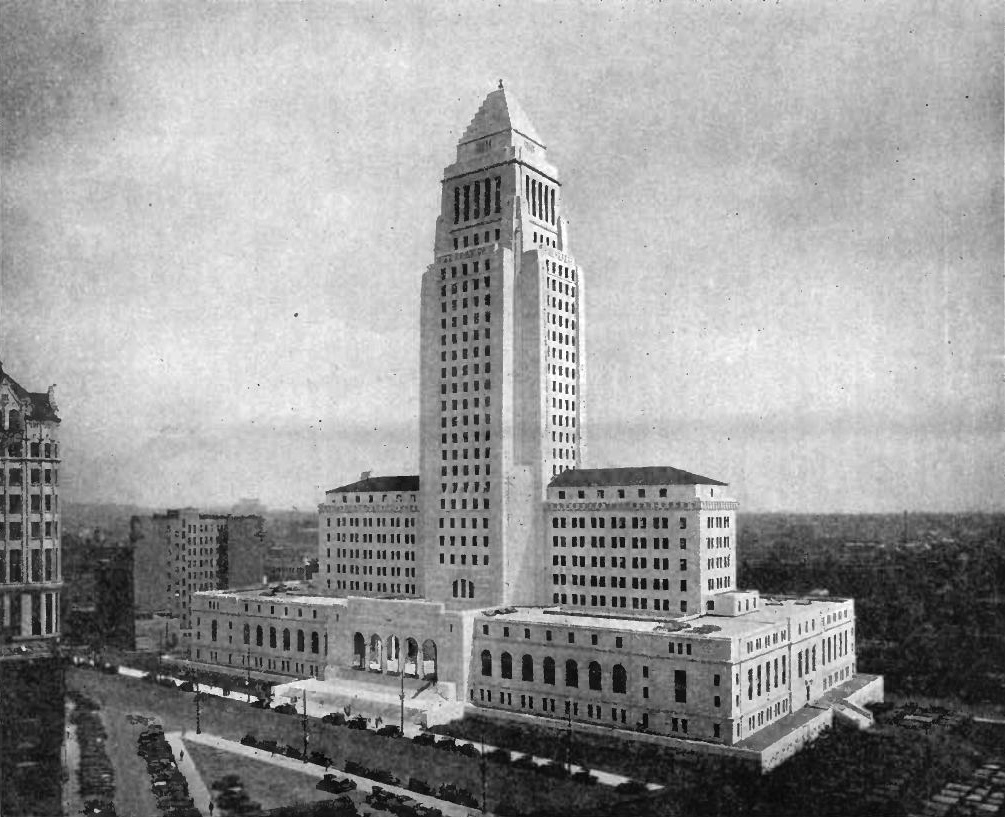
1931년 로스앤젤레스 시청(Los Angeles City Hall)은 1928년에 지어졌으며 1968년까지 이 도시에서 가장 높은 건물이었다. 1964년에 새로운 건축물에서 높이 제한이 제거되었다.

로스앤젤레스에서 가장 높은 빌딩의 칭호를 가진 마천루가 있다.
| 이름                | 사진 | 거리 주소                    | 가장 긴 년 | 높이 ft (m) | 층수 | 각주    |
| ------------------- | ---- | ---------------------------- | ---------- | ----------- | ---- | ------- |
| 브랠리 빌딩         |      | 408 사우스 스프링 스트리트   | 1903–1907  | 151 (46)    | 13   | [ 4 ]   |
| 시큐리티 빌딩       |      | 510 사우스 스프링 스트리트   | 1907–1911  | 165 (50)    | 11   | [ 145 ] |
| A.G. 바틀렛 빌딩    |      | 651 사우스 스프링 스트리트   | 1911–1916  | 190 (58)    | 14   | [ 146 ] |
| 파크 센트럴 빌딩    | —    | 412 웨스트 6th 스트리트      | 1916–1927  | N/A         | 14   | [ 147 ] |
| 텍사코 빌딩         |      | 929 사우스 브로드웨이        | 1927–1928  | 242 (74)    | 13   | [ 148 ] |
| 로스앤젤레스 시청사 |      | 200 노스 스프링 스트리트     | 1928–1968  | 454 (138)   | 32   | [ 71 ]  |
| 유니온 뱅크 플라자  |      | 445 사우스 피게로아 스트리트 | 1968–1969  | 516 (157)   | 40   | [ 54 ]  |
| 611 플레이스        |      | 611 웨스트 6th 스트리트      | 1969–1972  | 620 (189)   | 42   | [ 38 ]  |
| 시티 내셔널 타워    |      | 555 사우스 플라워 스트리트   | 1972–1974  | 699 (213)   | 52   | [ 27 ]  |
| 폴 헤이스팅스 타워  |      | 515 사우스 플라워 스트리트   | 1972–1974  | 699 (213)   | 52   | [ 29 ]  |
| Aon 센터            |      | 707 윌셔 불러바드            | 1974–1989  | 858 (262)   | 62   | [ 149 ] |
| U.S. 뱅크 타워      |      | 633 웨스트 5th 스트리트      | 1989–2016  | 1,018 / 310 | 73   | [ 11 ]  |
| 윌셔 그랜드 타워    |      | 피게로아 앤 7th              | 2016–현재  | 1,100 / 335 | 73   | [ 11 ]  |

## 같이 보기
- 로스앤젤레스의 건축
- 로스앤젤레스 지역의 관심 사이트 목록 – 키가 큰 유명한 구조물

## 비고
1. ↑  벙커힐(Bunker Hill)에서 더 높은 위치에 있기 때문에 U.S. 뱅크 타워는 주변 지역보다 높은 곳에 위치하고 있다.
2. ↑  이 건물은 원래 브랠리 빌딩으로 알려졌지만 이후 컨티넨탈 빌딩으로 이름이 바뀌었다.
3. ↑  이 건물의 개발자는 공식 높이 수치를 공개하지 않았다.
4. 1 2  시티 내셔널 타워(City National Tower)와 폴 헤이스팅스 타워(Paul Hastings Tower)는 쌍둥이 빌딩으로 높이는 699 피트 (213 m)다. 두 건물은 1972년에 완공되었으므로 1974년 Aon 센터가 완공될 때까지 로스 앤젤레스에는 두 개의 가장 높은 건물이 있었다.